# No Good Read Goes Unpunished
«No Good Read Goes Unpunished» (с англ. — «Ни одно доброе чтение не остаётся безнаказанным») — пятнадцатая серия двадцать девятого сезона мультсериала «Симпсоны». Впервые вышла 8 апреля 2018 года в США на телеканале «Fox».

## Сюжет
Весь Спрингфилд готов смотреть безостановочный марафон «Шоу Щекотки и Царапки», который покажет все эпизоды в истории шоу. После нескольких часов просмотра марафона разочарованная Мардж заставляет всех в семье отказаться от своей электроники на весь день. После неудачных поездок в библиотеку и современный книжный магазин она отправляет семью в старый книжный магазин. Мардж покупает Лизе старую книгу «Принцесса в саду», которая была её любимой в детстве.
Тем временем, находясь в книжном магазине, Барт пытается забронировать билеты на конвенцию по видеоигре «Tunnelcraft» (с англ. — «Тунелькрафт»), но Гомер отказывается позволить сыну купить билеты. Это заставляет Барта купить книгу «Искусство войны» Сунь-цзы, чтобы он мог, используя книгу, заставить Гомера пойти на съезд.
Мардж надеется прочитать «Принцессу в саду» Лизе, но понимает, что это на самом деле книга — всячески культурно оскорбительна. Мардж снится, что она встречает автора книги Элоиз Ходжесон Бёруэлл и Редьярда Киплинга, автора «Книги джунглей», который говорит ей, что во сне быть расистом — это нормально. Также Элоиз Ходжесон Бёруэлл даёт Мардж разрешение переписать сюжет и убрать оскорбительные части.
В школе Барт проверяет совет книги, мешая Нельсону избивать его за чтение книги, раздражая и отвлекая его. Он развивает свои знания, подкупая друзей Гомера, чтобы помочь ему осуществить свой план, который включает в себя отвлечение взгляда Гомера такими предметами, как гонги и флаги. После одного инцидента, когда Гомер чуть не утонул в грязном озере после того, как съел серию молочных шариков — ловушка, установленная Бартом, Гомер смягчается и приводит сына и Милхауса на конвенцию «Tunnelcraft».
Тем временем Мардж решает отредактировать сюжет книги, чтобы уменьшить оскорбительные стереотипы и клише, но после того, как она прочитает её Лизе, они соглашаются, что она потеряла смысл вместе со своим «духом и характером»…
На съезде Гомер шантажирует Милхауса, чтобы выяснить причину манипулятивного поведения Барта. Он тоже читает книгу (до восьмой страницы), чтобы манипулировать Бартом.
Лиза решает привести Мардж в Спрингфилдский университет, где современные учёные говорят ей, что книга — подрывная сатира соответствия. Однако Мардж не совсем убеждена, и учёные признают, что они тоже не полностью в это верят.
Тем временем Гомер начинает вести себя, как Нед Фландерс. К тому же он, надевая искусственные усы и очки, чтобы выглядеть как Нед, и общается с Фландерсом. Позже Гомер, Барт и Нед собираются посмотреть старый немой фильм. Барт умоляет своего отца снова стать нормальным, на что Гомер соглашается, при условии, что Барт предоставит ему оставшуюся часть его конфет на Хэллоуин. Затем, примирившись и признав, что оба прочли книгу, они продолжили смотреть ещё один немой фильм в театре с Недом.

## Производство
Серия должна была выйти 25 марта, однако была перенесена.

## Отношение критиков и публики
Во время премьеры на канале Fox серию просмотрели 2.15 млн человек с рейтингом 0.9, что сделало его самым популярным шоу на канале Fox в ту ночь.
Деннис Перкинс из «The A.V. Club» дал эпизоду оценку D+, сказав, что «Раздражающий на нескольких одновременных уровнях, эпизод был бы более надоедливым, если бы он был более запоминающимся».
На сайте The NoHomers Club согласно голосованию большинство фанатов оценили серию на 2/5 со средней оценкой 2.57/5.

### «Проблема с Апу»
В этой серии шоу ответило на критику стереотипного характера персонажа Апу, которая была подчёркнута в документальном фильме 2017 года «Проблема с Апу» индийско-американского комика Хари Кондаболу.
В серии Лиза ломает четвёртую стену и обращается к аудитории со словами: «Нечто, что десятилетие назад считалось нормальным, сегодня — политически некоректно. Что же делать?» на что Мардж отвечает: «С чем-то будут разбираться позднее». Лиза добавляет: «Если будут». Ссылка была прояснена тем, что во время речи показывается фотография Апу в рамке с надписью «Не имейте корову, Апу» (англ. «Don't have a cow, Apu», отсылка к фразе Барта «Don’t have a cow man»), а также тот факт, что индусы не едят коров, поскольку они считаются священными. В октябре 2018 года стало известно, что персонаж Апу будет вычеркнут из сериала, однако продюсеры это опровергли.
В январе 2020 года Хэнк Азариа, актёр озвучивавший Апу, объявил, что он и производственная команда согласились позволить ему «отойти» от озвучивания персонажа. Он пришёл к пониманию проблем, связанных с персонажем Апу, по сравнению с другими стереотипными персонажами «Симпсонов». В интервью «The New York Times» Азариа сказал: «У этих [других] персонажей [которые играют по стереотипам, не относящимся к Южной Азии] не было протеста, потому что люди чувствуют, что их представляют. Они не воспринимают это так лично и не чувствуют угнетения или оскорблены этим».